# Eugeniusz Tegler
Eugeniusz Tegler (ur. 22 listopada 1931 w Gizewie, zm. 29 stycznia 1998) – prawnik, profesor zwyczajny, doktor habilitowany nauk prawnych, specjalista z zakresu prawa finansowego, pierwszy dziekan Wydziału Prawa i Administracji Uniwersytetu Szczecińskiego i kierownik Katedry Prawa Finansowego na tymże wydziale.

## Życiorys
W 1971 roku ukończył studia prawnicze na Wydziale Prawa i Administracji Uniwersytetu im. Adama Mickiewicza w Poznaniu, zaś w 1974 uzyskał tam stopień doktora na podstawie rozprawy pt. Gospodarka finansowa gromadzkich rad narodowych napisanej pod kierunkiem Wojciecha Łączkowskiego, a w 1980 stopień doktora habilitowanego na podstawie rozprawy pt. Elastyczność budżetów terenowych. Był inicjatorem oraz organizatorem przekształceń Studium Administracyjnego byłej Wyższej Szkoły Pedagogicznej w Szczecinie w Instytut Prawa i Administracji Uniwersytetu Szczecińskiego, a następnie w Wydział Prawa i Administracji Uniwersytetu Szczecińskiego. W latach 1988–1990 był pierwszym dziekanem tego wydziału. Od 1989 roku do momentu nagłej śmierci w styczniu 1998 kierował Katedrą Prawa Finansowego na Wydziale Prawa i Administracji Uniwersytetu Szczecińskiego, tworząc ją od podstaw. Był autorem ponad 160 publikacji, zaś 30 z nich zostało wydanych w Republice Federalnych Niemiec.

## Wybrane publikacje
- Gospodarka finansowa gminnych rad narodowych (Szczecin 1976)
- Elastyczność budżetów terenowych (Szczecin 1978)
- System podatkowy Republiki Federalnej Niemiec (1986)
- Das Polonische Steuersystem. Ein Systematischer Grundriss, Institut für Finanz und Steuerrecht und Osnabrücker Steuerforum, Sonderausgabe (Osnabrück 1990)
- Kontrola działalności finansowej gmin we Francji i w Niemczech (Białystok 1991)
- Finanse samorządu terytorialnego (Białystok 1992, współautor Eugeniusz Ruśkowski)
- Finansowanie gmin (Zielona Góra 1994, współautor Zbigniew Ofiarski),
- Prawo dewizowe (Zielona Góra 1995, współautor Zbigniew Ofiarski),
- Prawno-finansowe formy wspierania rozwoju budownictwa mieszkaniowego (Zielona Góra 1995, współautor Zbigniew Ofiarski)